# پاتریک (فیلم ۲۰۱۳)
پاتریک (به انگلیسی: Patrick) فیلمی استرالیایی در سبک ترسناک محصول سال ۲۰۱۳ به کارگردانی مارک هارتلی و ساخته شده بر اساس فیلمی به همین نام محصول سال ۱۹۷۸ است.

## بازیگران
- ریچل گریفیتس در نقش ماترون کسیدی
- شارنی وینسون در نقش کتی جاگیوار
- چارلز دنس در نقش دکتر روگت
- پتا سرجنت در نقش پرستار ویلیامز
- الیزا تیلور در نقش پرستار پانیکال

## یک نکته
ریچارد ای گرانت در اصل قرار بود به عنوان بازیگر نقش دکتر اجرا کند اما به دلیل یک درگیری برنامه‌ریزی مجبور به رها کردن فیلم شد.